# Kitaibela vitifolia
Espèce
Classification phylogénétique
Kitaibela vitifolia est une plante vivace de la famille des Malvaceae originaire de Serbie.

## Position taxinomique
Cette espèce a été collectée par Pál Kitaibel, coauteur avec le comte Franz de Paula Adam von Waldstein de l'ouvrage Descriptiones et icones plantarum rariorum.
C'est en son honneur que Willdenow dénomme le genre et, avec l'échantillon, décrit en 1799 cette espèce qui est l'espèce type du genre : Kitaibela vitifolia.
L'orthographe du genre varie selon les index : Kitaibelia - nom fixé à l'origine par Willdenow - et Kitaibela plus conforme aux usages actuels.
Le genre est classé dans la tribu des Malveae, sous-tribu des Malvinae.
Elle compte un synonyme : Malope vitifolia (Willd.) Hegi

## Description
Outre les caractères généraux des Malvacées, cette espèce - qui est le type du genre - dispose des caractéristiques suivantes :
- le calice compte six à neuf lobes ;
- le schizocarpe se sépare en cinq akènes à graine unique.

Ses fleurs la rapproche du genre Malope alors que sa parenté phylogénétique avec le genre Althaea est démontrée.
Sa taille dépasse rarement le mètre.

## Distribution
Cette espèce est originaire d'Europe centrale : Serbie (Voïvodine). Elle croît principalement dans les terrains assez secs, pauvres et pouvant être ombragés.
Elle est actuellement répandue dans l'ensemble des pays tempérés.

## Utilisation
Sa bonne rusticité ainsi que ses faibles exigences sur la qualité du sol en ont fait une bonne plante ornementale. Sa diffusion est assurée en France par d'assez nombreux établissements horticoles.

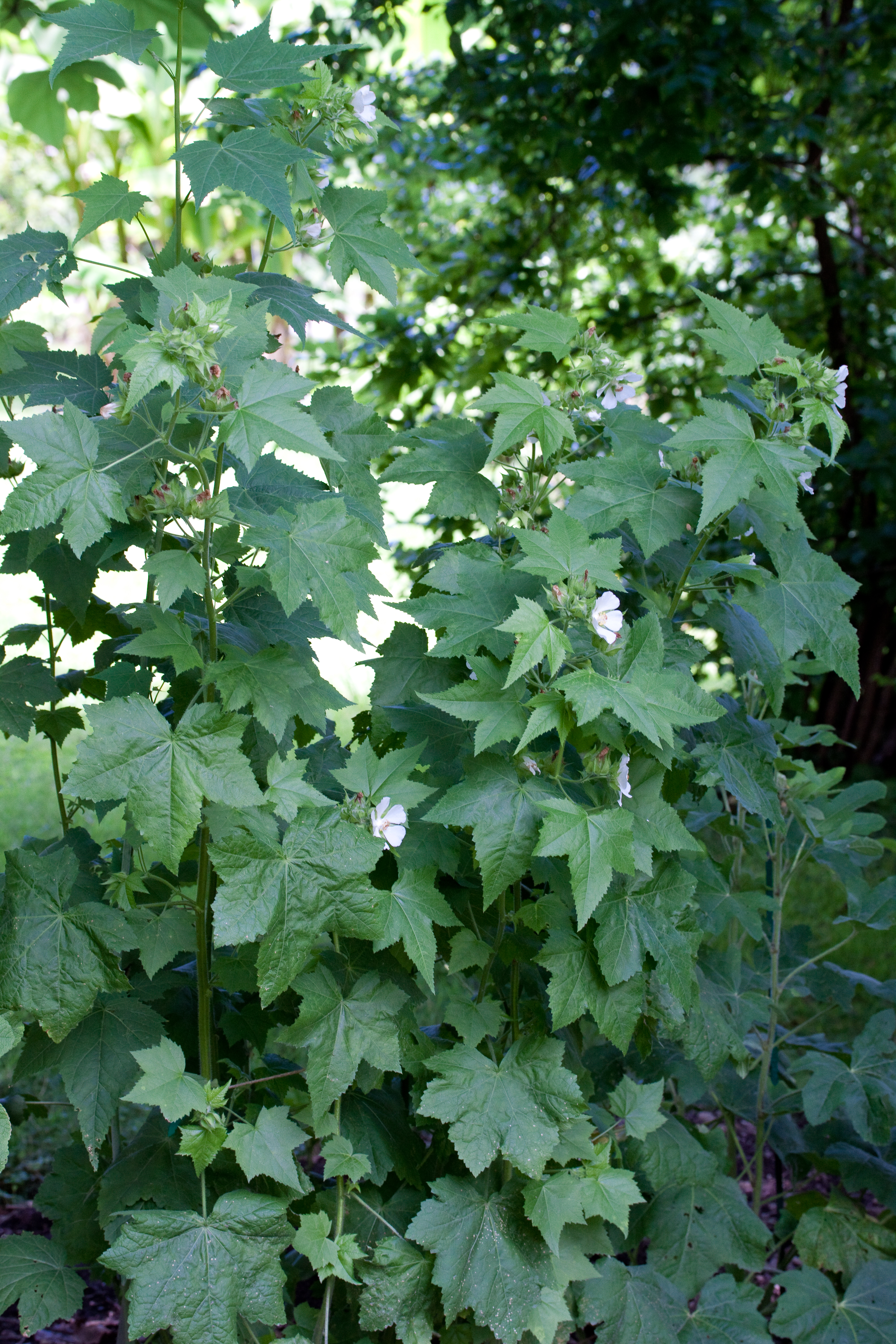
Floraison
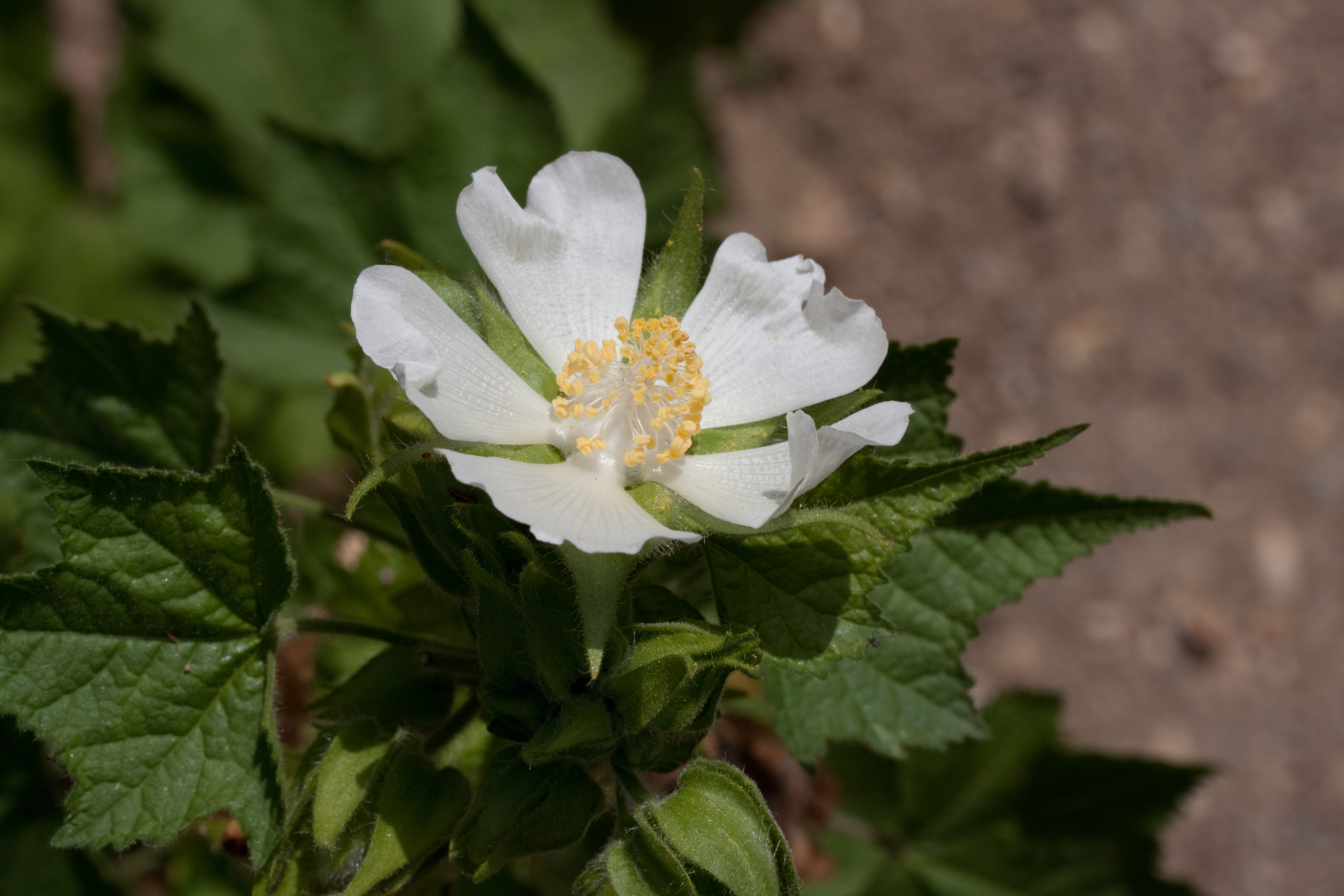
Fleur
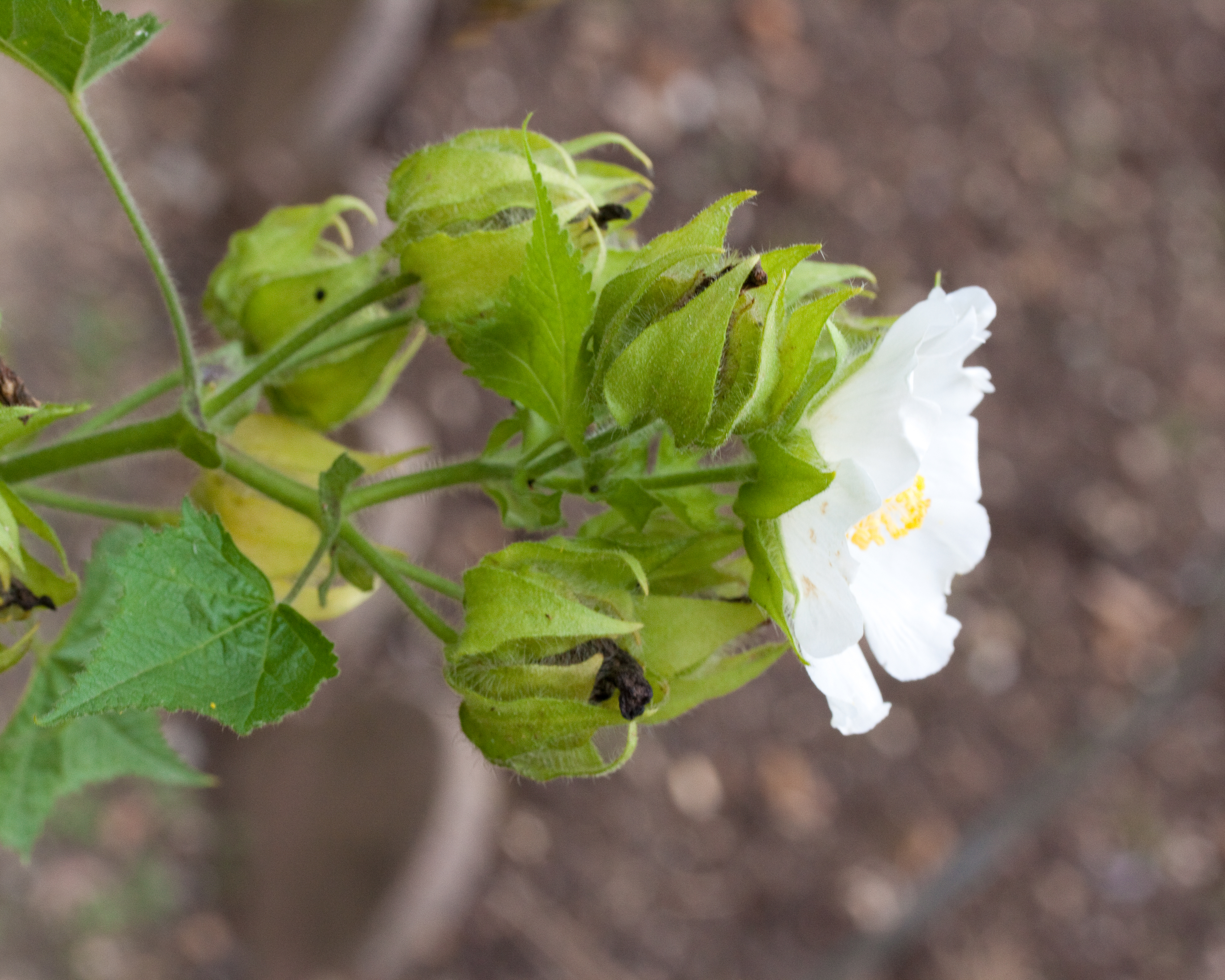
Fleurs
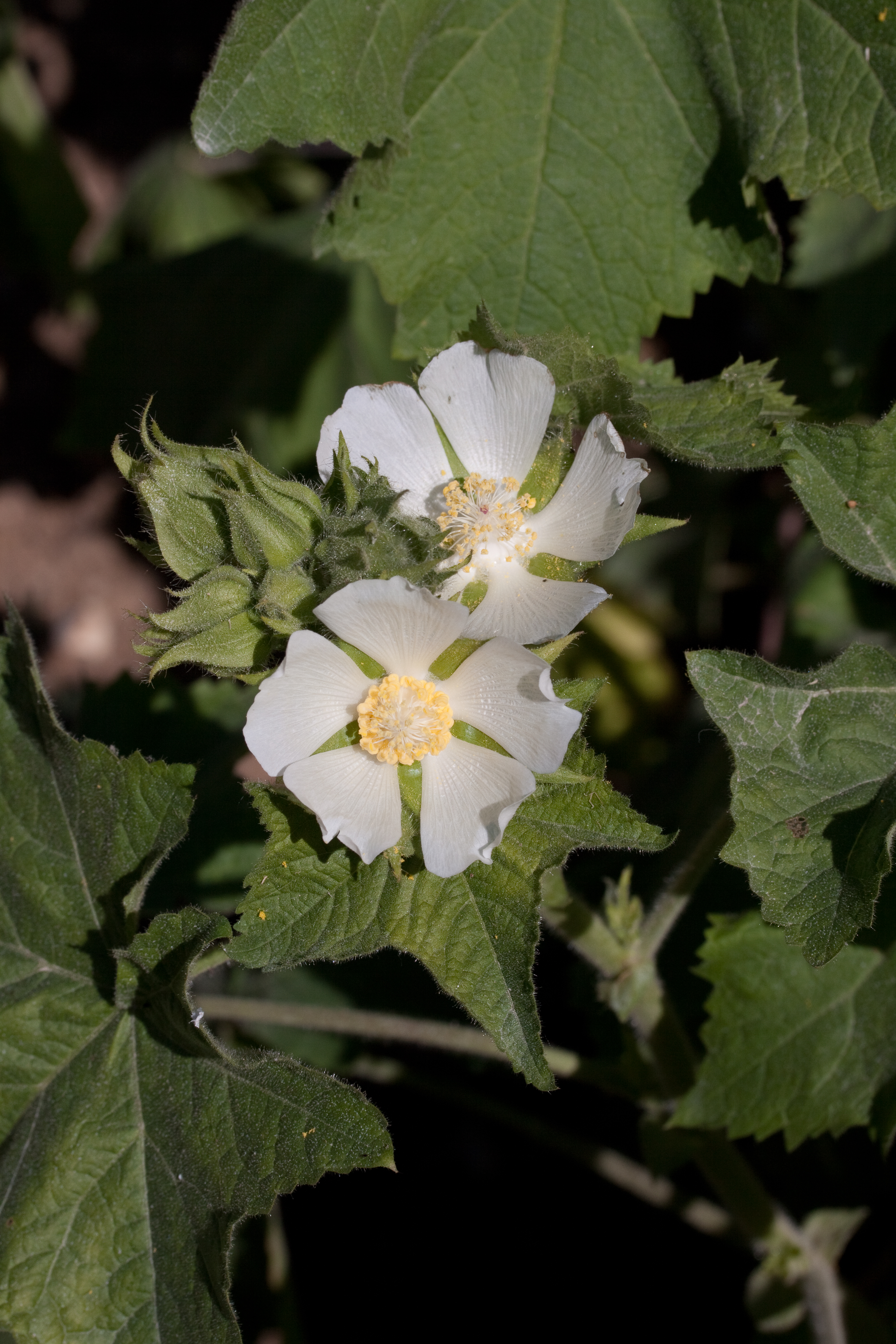
Fleurs
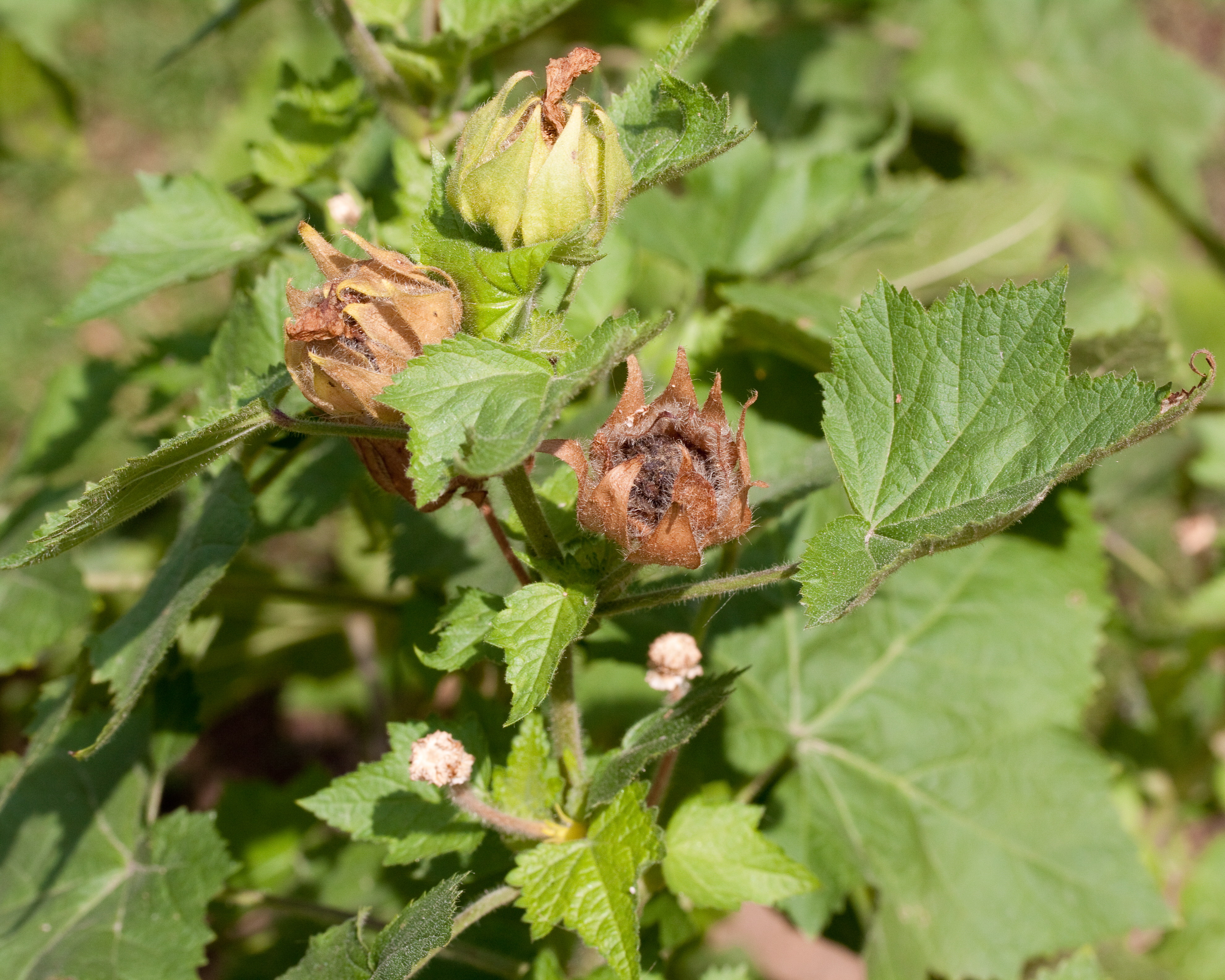
Fruits
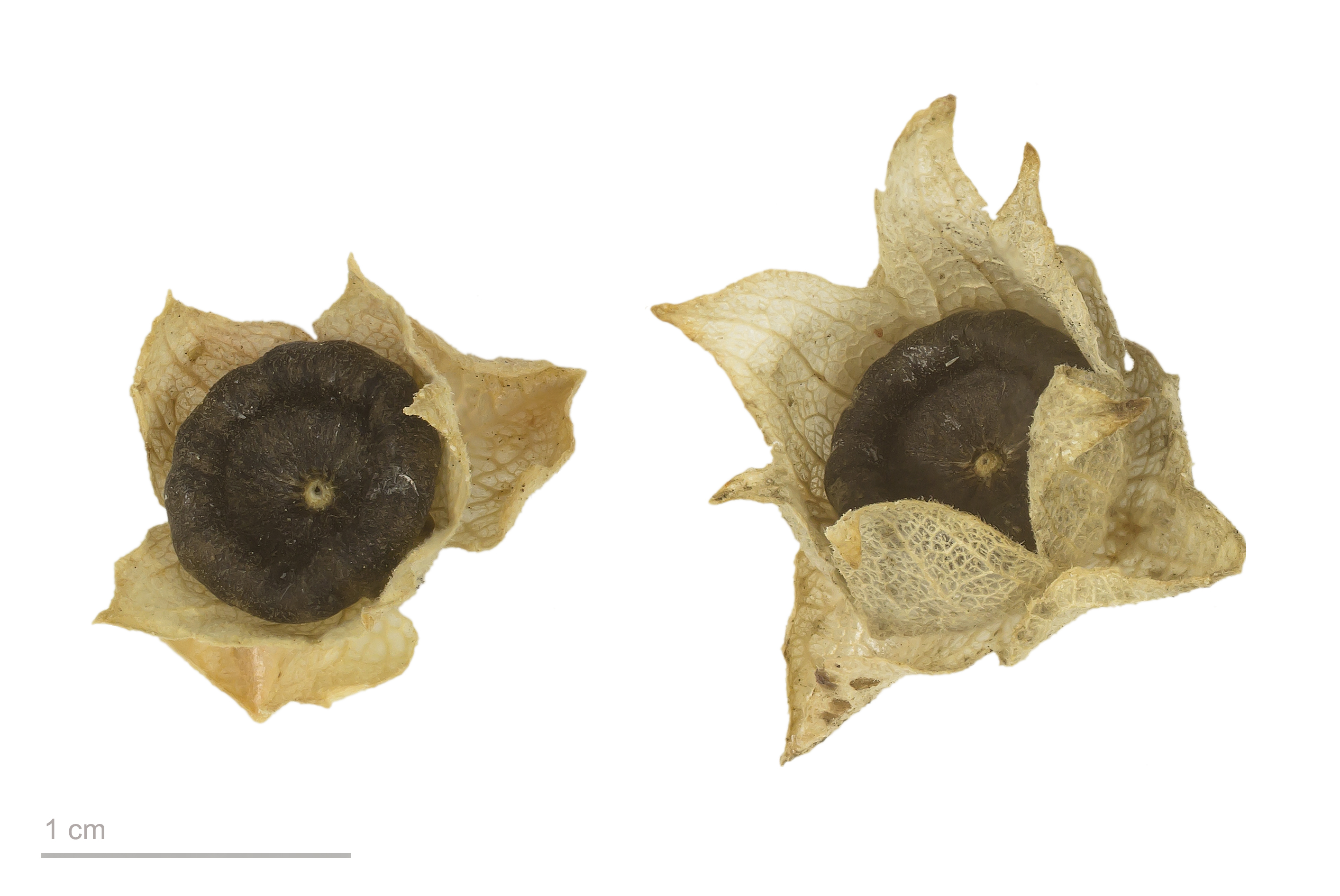
Kitaibela vitifolia - Muséum de Toulouse